# 工藤恭孝
工藤 恭孝（くどう やすたか、1950年3月20日 - ）は、日本の経営者・実業家。ジュンク堂書店・創業者、株式会社丸善ジュンク堂書店・代表取締役社長。実父はキクヤ図書販売経営者・工藤淳。兵庫県生まれ。

## 経歴
兵庫県立兵庫高等学校を経て、1972年に立命館大学法学部を卒業後、実父の工藤淳が経営するキクヤ図書販売に入社。その後1976年に独立、株式会社ジュンク堂書店の立ち上げと同時に代表取締役社長に就任、神戸市三宮にジュンク堂書店1号店をオープンした。
2010年現在、ジュンク堂書店は本社事務所を兵庫県神戸市の三宮店に置き、東京都池袋本店（売り場面積2,000坪）と大阪本店（堂島アバンザ内：売り場面積1,500坪）を主力に、系列店なども含めると日本国内に52店舗、海外（台湾）に2店舗を展開する。
2009年には大日本印刷と資本提携を行い丸善CHIホールディングス傘下に入ったほか、大日本印刷・丸善との業務提携にも踏み切る。
2015年2月1日、丸善書店がジュンク堂書店を吸収合併して発足する、丸善ジュンク堂書店代表取締役社長に就任する。

## テレビ番組
- 日経スペシャル カンブリア宮殿 「社員の個性で売りまくれ!」（2007年4月30日、テレビ東京）- ジュンク堂社長として出演[5]。